# 昭和 (函館市)
昭和（しょうわ）は、北海道函館市の地名。同市郊外の美原地区に位置し、昭和タウンプラザなどの商業施設が、国道5号線や道道100号線（産業道路）を中心に点在している。
北海道縦貫自動車道函館ICとは指呼の距離にあるため、函館市の玄関口としての役割も果たす。昭和1 - 4丁目までが存在する。郵便番号は041-0812。

## 概要
昭和地区は旧亀田市の一部で、1973年（昭和48年）に編入合併され、函館市となった。同地区の発展は美原地区の発展と結びつけて考えられることが多い。美原地区と同様にこの地区周辺には、開発未着手の土地が多く、同市の西部地区に変わり、新たな商業地域として、ニュータウンや商業施設等の開発が多く行われた。

## 主要な施設

### 商業施設
- 函館昭和タウンプラザ
  - ヤマダアウトレット函館店
  - 文教堂書店函館昭和店
  - ホクレンショップ函館昭和店
  - AOKI函館昭和タウンプラザ店
  - スーパースポーツゼビオ函館昭和タウンプラザ店
  - ヴィクトリアゴルフ 函館昭和タウンプラザ店
  - ユニクロ 函館昭和タウンプラザ店
  - ツルハドラッグ 昭和店
  - ジーユー 函館昭和タウンプラザ店
- ケーズデンキ函館本店
- トイザらス函館店
- 快活CLUB 函館昭和店

### 公共施設
- 北海道函館商業高校
- 函館市立昭和小学校
- 函館市立北昭和小学校
- JR北海道五稜郭機関区